# Kirchberg bei Mattighofen
Kirchberg bei Mattighofen je obec v okrese Braunau v rakouské spolkové zemi Horní Rakousy.

## Geografie
Kirchberg leží na 586 metrů vysokém morénovém kopci severně od skupiny jezer Grabensee, Mattsee a Obertrumer See. Rozloha obce činí 16 km². Téměř tři čtvrtiny rozlohy tvoří zemědělská půda a 20 % rozlohy pak tvoří lesy.

## Osady
Území obce zahrnuje následujících 26 osad (v závorce je uveden počet obyvatel k 1. lednu 2023):
- Aigen (188)
- Alterding (10)
- Angelberg (7)
- Bermading (26)
- Buch (22)
- Eglsee (9)
- Entham (18)
- Ersperding (28)
- Gopperding (27)
- Gumping (11)
- Hilprechtsham (43)
- Iming (52)
- Kirchberg bei Mattighofen (274)
- Kobl (9)
- Lamperding (9)
- Moosdorf (34)
- Oberkreit (19)
- Obermaisling (11)
- Sauldorf (216)
- Setzka (13)
- Siegertshaft (69)
- Thal (3)
- Unterkreit (8)
- Untermaisling (11)
- Walterding (17)
- Wendling (112)

Obec se skládá z katastrálních území (Katastralgemeinden) Sauldorf a Siegertshaft.